# Mas Oriol (Palau-saverdera)
|  | Per a altres significats, vegeu «Mas Oriol». |

El Mas Oriol és una obra del municipi de Palau-saverdera (Alt Empordà) inclosa en l'Inventari del Patrimoni Arquitectònic de Catalunya.

## Descripció
Situat molt a prop de l'antic camí de Palau-saverdera a Pau, entre l'actual urbanització del Mas Isaac i la urbanització Mas Bohera, al costat del rec que porta el seu nom.
Es tracta d'una masia formada per diversos cossos adossats que conformen un edifici de planta més o menys rectangular. El cos principal té la coberta a dues vessants de teula àrab i consta de planta baixa i un pis d'alçada. A la planta baixa hi ha dos grans arcs rebaixats sustentats per pilars i bastits amb pedra, a manera de porxo. La part superior està ocupada per una terrassa. La resta de la construcció es troba arrebossada i pintada de blanc.

## Història
Encara que no hi ha una data precisa sobre el bastiment del Mas Oriol, d'altra banda se sap que ja a principis del segle XIV existia amb el nom de Mas Alfinell, sent Bernat Alfinell propietari tant d'aquest com del Mas Domènech. Posteriorment passa a Pere Buach i després als consorts de Vidal que hi varen residir durant molts segles.
Entre els documents registrats en ressalta el Llibre d'Apeo de 1818 on menciona que el mas Vidal disposa de "dos molins fariners d'Abdon Oriol". L'actual bassa del molí fou als anys cinquanta refeta i engrandida pel senyor Lorda, industrial de Mataró que aprofità la propietat per explotar el quars i les pegmatites que es troben als terrenys del mas.
Posteriorment l'heretat va ser adquirida per la societat Mas Oriol, que pertanyia a Rinaldo Muscolino que s'hi establí amb la seva família.

## Pont del Mas Oriol

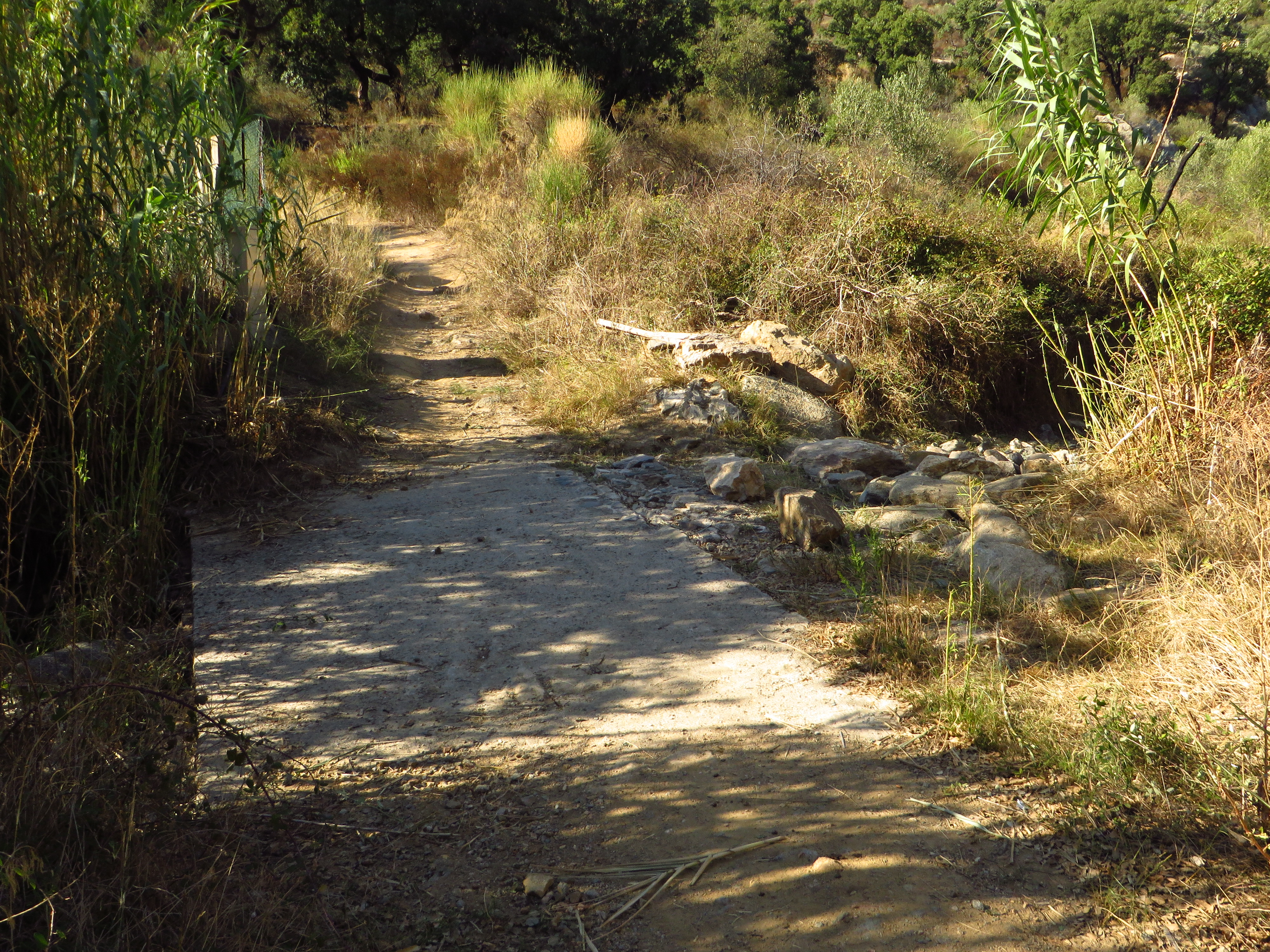
Pont del Mas Oriol (Palau-saverdera)

El pont inventariat amb el nom de Pont del Mas Oriol està al costat del mas, situat al nord-oest del nucli urbà de la població de Palau-saverdera, creuant el rec del mas Oriol, a escassa distància, dins del traçat de l'antic camí que unia Pau i Palau-saverdera. Es tracta d'un petit pont format per una sola arcada de mig punt, amb el rastell bastit amb lloses de pedra lligades amb morter, a cada extrem de la construcció. La resta està construïda amb pedres de diverses mides, sense treballar, lligades amb morter. L'intradós de l'arc conserva restes de l'encanyissat original. Actualment, el pont es troba en un estat d'abandó profund, envoltat de bardisses i vegetació, completament camuflat.